# DJ Mustard
Dijon Isaiah McFarlane (Los Angeles, 5 de junho de 1990), conhecido pelo nome artístico DJ Mustard, é um produtor musical, compositor e DJ dos Estados Unidos. O seu álbum de estreia, 10 Summers, foi lançado a 26 de agosto de 2014,  mas ao longo da sua carreira colaborou com artistas como Kid Ink, Jeremih ("Don't Tell 'Em"), B.o.B e também Demi Lovato, tanto como produtor como compositor ou instrumentista.